# Munkebo
Munkebo é um município da Dinamarca, localizado na região central, no condado de Fiónia.
O município tem uma área de 19 km² e uma  população de 5 720 habitantes, segundo o censo de 2005.